# Compagnie écossaise des Indes et d'Afrique
La Compagnie écossaise des Indes et d'Afrique ou en anglais Company of Scotland Trading to Africa and the Indies, aussi appelée Scottish Darien Company, est une société de commerce  créée par décret par le parlement d'Écosse en 1695. Il dote la compagnie du monopole du commerce écossais avec l'Inde, l'Afrique et l'Amérique, cela sur le modèle anglais, ainsi que des droits extraordinaires de souveraineté et des allégements fiscaux.
Des troubles aussi bien financiers que politiques rendent ses premières années d'exploitation difficiles. Les gouverneurs sont divisés entre ceux qui résident et se rencontrent à Londres et ceux d'Édimbourg. Des deux côtés se trouvent à la fois des Anglais et des Écossais. Les sujets de discordes concernent les objectifs de la compagnie : certains veulent avant tout commercer avec l'Inde et les côtes africaines, entrant ainsi en concurrence avec la compagnie des Indes orientales anglaise, d'autres soutiennent le projet Darién imaginé par Sir William Paterson. C'est la seconde voie qui est finalement choisie. Paterson est une figure de la City de Londres, qui avait en 1694 fondé la Banque d'Angleterre, également par le biais d'une grande souscription, en pleine révolution financière britannique. Le gouvernement anglais décide cependant d'annuler la partie anglaise de l'opération pour éviter tout conflit avec l'Espagne, son alliée de la Guerre de la Ligue d'Augsbourg.
Un capital de 400,000 livres sterling est levé, après six mois de souscription auprès de 172 investisseurs, dont 136 Écossais, 41 marchands, 25 nobles et 7 femmes, en Écosse principalement à cause des réticences des marchands anglais et du gouvernement anglais qui empêchent la vente de parts à Amsterdam et Hambourg comme il est prévu initialement. Alexander Campbell lance la souscription dans la taverne de Cross Keys à Édimbourg.
William Paterson s'est documenté auprès du pirate Lionel Wafer, qui avait vécu pendant quatre mois avec les Indiens Kunas, épisode raconté dans son livre publié en 1695, A New Voyage and Description of the Isthmus of America. L'expédition est partie un an après la publication du livre, dans lequel Lionel Wafer raconte la cohabitation entre les boucaniers huguenots français et les Indiens Kunas.
L'opération fut dirigée par Sir William Paterson. En juillet 1698, la première expédition prend le départ. Elle est menée par William Paterson en personne. Il espère implanter une colonie dans la province de Darién (sur l'isthme de Panama), qui pourrait ensuite être utilisée comme point de commerce entre l'Europe et l'Extrême Orient.
En 1696, 2 500 colons écossais, qui sont d'anciens soldats, marins, marchands, cultivateurs et les plus jeunes fils de l'élite écossaise, reçoivent 50 à 150 acres anglo-saxonnes. Ils partent répartis sur 6 navires.
Même si 5 navires et 1 200 colons écossais atteignent le Darién, la colonie est mal approvisionnée et finalement abandonnée. Une seconde tentative, d'envergure (lancée avant de connaître la destinée de la première) reprend l'emplacement de la première mais elle est rapidement assiégée par les Espagnols. Plus d'un millier d'entre eux succombent de maladie, la malaria en particulier, ou du manque de nourriture. En avril 1700, 2 navires rapatrient les derniers survivants.

## Conséquences de l'échec
Ce projet, qui s'inspire de récit de pirates a tenté aussi le gouverneur de Saint-Domingue, l'amiral Jean-Baptiste Du Casse. Le rêve de commercer dans tout le Pacifique, appelé alors Mers du Sud débouche sur la fondation, à Saint-Malo, de la Compagnie royale de la mer du Sud (1698) et un peu plus tard, en 1711, sur la création d'une Compagnie des mers du Sud anglaise qui déclenche une spéculation de grande ampleur, appelée South Sea Bubble.
L'échec du projet Darién engloutit des sommes colossales en Écosse. Cela joue un rôle clé dans la signature de l'Acte d'Union en 1707 unissant le royaume d'Écosse à celui d'Angleterre.

## Source
- (en) Cet article est partiellement ou en totalité issu de l’article de Wikipédia en anglais intitulé « Company of Scotland » (voir la liste des auteurs).
- (en) George Pratt Insh, M.A., Papers Relating to the Ships and Voyages of the Company of Scotland Trading to Africa and the Indies, 1696-1707, Edinburgh University Press, coll. « Scottish History Society », 1924